# Estádio Atatürk de Esmirna
O Estádio Atatürk de Esmirna (em turco, İzmir Atatürk Stadyumu) é um estádio multiuso localizado na cidade de Esmirna, na Turquia, inaugurado em 1971 para servir como sede principal dos Jogos do Mediterrâneo daquele ano. Inicialmente com capacidade para receber até 70,000 espectadores, o estádio passou por sucessivas reformas que modernizaram sua estrutura à custa da redução de sua capacidade. Para abrigar a Universíada de Verão de 2005, o estádio passou por uma grande remodelação, tendo sido reinaugurado em 2005 com sua capacidade atual de 51 295 espectadores.

## História
Inaugurado oficialmente em 4 de setembro de 1971 com o clássico local disputado entre Altayspor e Göztepe que terminou com um empate sem gols em confronto válido pela Primeira Divisão Turca, foi o maior estádio em capacidade da Turquia até ao início da década de 2000, quando o moderno Estádio Olímpico Atatürk foi inagurado em 2002. Durante este período, a torcida turca constituiu uma forte relação afetiva com o estádio por ter sido de 1971 a 2009 a casa onde a Seleção Turca de Futebol disputou seus jogos amistosos e oficiais por competições continentais, tendo sido pouquíssimas vezes derrotada por outras seleções no local, o que lhe rendeu a honrosa alcunha de Fortaleza Invicta. 
Com a transferência dos jogos da Seleção Turca para o moderno Estádio Olímpico Atatürk, o estádio passou a receber unicamente jogos importantes disputados pelos clubes locais (Altayspor, Göztepe, Karşıyaka e İzmirspor) em competições nacionais, tendo sediado diversos jogos da Primeira Divisão Turca e da Copa da Turquia. Atualmente, somente o Karşıyaka manda seus jogos oficiais com regularidade no local.

## Infraestrutura
Além do campo de futebol, o estádio conta com uma enorme pista de atletismo composta por dez raias, o que possibilitou ao estádio sediar diversas competições de atletismo nacionais e internacionais ao longo do tempo, com destaque para os já referidos Jogos do Mediterrâneo de 1971 e a Universíada de Verão de 2005.